# 댈러스
댈러스(영어: Dallas)는 미국 남동부 텍사스주의 북동부에 위치한 도시이다. 텍사스주에서 세 번째로 큰 도시이며, 미국에서는 아홉 번째로 큰 도시이다. 면적은 약 997km2이며, 댈러스군의 군청 소재지이기도 하다. 2019년 기준으로 인구는 1,343,573 명이다.

## 주민
| 인구조사              | 인구      | Note  | %±     |
| --------------------- | --------- | ----- | ------ |
| 1850년                | 1,073     |       | —      |
| 1860년                | 698       |       | −34.9% |
| 1870년                | 3,000     |       | 329.8% |
| 1880년                | 10,358    |       | 245.3% |
| 1890년                | 38,069    |       | 267.5% |
| 1900년                | 42,639    |       | 12.0%  |
| 1910년                | 92,104    |       | 116.0% |
| 1920년                | 158,976   |       | 72.6%  |
| 1930년                | 269,475   |       | 69.5%  |
| 1940년                | 294,734   |       | 9.4%   |
| 1950년                | 434,462   |       | 47.4%  |
| 1960년                | 679,684   |       | 56.4%  |
| 1970년                | 844,401   |       | 24.2%  |
| 1980년                | 904,078   |       | 7.1%   |
| 1990년                | 1,006,977 |       | 11.4%  |
| 2000년                | 1,188,580 |       | 18.0%  |
| 2010년                | 1,197,816 |       | 0.8%   |
| 2019 (추산)           | 1,343,573 | [ 1 ] | 12.2%  |
| U.S. Decennial Census |           |       |        |

2010 센서스 댈러스(2010 Census Dallas)에 의하면 도시 전체의 인구수는 1,197,816명이고 평균연령은 31.8세다. 미국 연방정부 통계국 추정치로 댈러스의 도시인구는 2012년 기준 1,241,162명으로 증가했다. 댈러스 인구의 50.7%는 백인(28.8%는 라틴 아메리카계가 아닌 백인)이고, 25%는 흑인이다. 또한 전체인구의 42.4%는 히스패닉이며 이중 36.8%는 멕시코인이다. 아랍, 인디언, 동남아시아 계통의 주민들도 산다. 인종 분리 제도가 사라짐에도 불구하고, 흑인들의 대부분은 도시의 남부에 살고 있다. 백인들은 대부분 도시의 외곽에 살고 있으며 동남아시아 난민들은 다운타운 동부의 낡은 지역에 정착하였다.

## 경제

### 서비스업
댈러스는 집회 비즈니스와 관광업에 크게 의지하고 있다. 수백만 명의 사람들이 매년 댈러스에서 열리는 집회에 참석하고 있으며, 도시 경제에 수억 달러를 추가하고 있다. 많은 은행이 있는 댈러스는 미국 남서부의 중요한 금융 및 목화 시장의 중심지이다. 컴퓨터 소프트웨어와 인터넷과 관련된 사업들이 활발하게 진행되고 있다.

### 공업
전자 제품과 통신 기구, 식품, 기계 등의 공업이 발달하였다. 약 1,999개의 산업 시설들은 도시의 노동력을 위한 직업들을 공급한다. 댈러스 지역에는 또한 수많은 석유 회사들의 본사가 위치하고 있다. 이 지역의 석유 및 가스 회사들은 엑손/모빌 주식회사, 도시의 근거를 둔 애트모스 에너지 주식회사, 홀리 주식회사, 크로스텍스 에너지 주식회사 등을 포함한다.

### 교통
댈러스 포트워스 국제공항(DFW)과 댈러스 러브 필드(DAL)가 도시 인근에 위치하여 대부분의 항공 교통을 담당하고 있다. 철도 교통도 발달되어 있어, 화물과 승객들을 위한 서비스를 제공한다. 댈러스 지역 래피드 트랜지트(Dallas Area Rapid Transit)와 트리니티 레일웨이 익스프레스(Trinity Railway Express)는 도시의 교외 통근자들을 위한 버스, 철도를 운영하고 있다.

## 스포츠
댈러스를 연고로 하는 프로스포츠팀은 NBA 농구의 댈러스 매버릭스, NFL 풋볼의 댈러스 카우보이스, NHL 아이스하키의 댈러스 스타스, 메이저 리그 축구의 FC 댈러스, WNBA 여자농구의 댈러스 윙스가 있다.
그리고 프로게이밍 팀은 오버워치의 댈러스 퓨얼이 있다

## 역사

### 초기의 정착시대
1841년 테네시주의 변호사 존 닐리 브라이언이 현재 댈러스의 배경이 되는 트리니티 강 언덕에 거친 피난처를 세웠다. 브라이언은 토지 260 헥타르를 개간하여 그 땅에 통나무 집을 세웠다. 1846년 댈러스 군청의 일시적 소재지가 되었다가, 1850년 정식 소재지가 되었다. 브라이언은 부통령 조지 M. 댈러스의 이름을 따서, 도시의 이름을 지었다.
브라이언은 재산을 새 정착자들에게 팔고, 타운에 거리들을 놓았다. 댈러스는 계속 발전하여, 1855년 유럽의 과학자, 작가, 화가, 음악가 들이 댈러스 근처에 정착하였다. 그들은 대부분 프랑스, 스위스, 벨기에에서 왔으며, 자신들의 협동 공동체 라 위네옹(La Union)을 이루었다. 그들이 세운 협동농장 공동체는 실패하였지만, 그 주민들이 댈러스에 정착하여 사업체를 설립하고 예술을 발전시켰다.
1856년 댈러스는 타운으로서 합병되었으며, 역마차의 종점이 되었다. 남북 전쟁 중에는 남군의 진영과 행정의 중심지로 기능을 하였다.

### 상업의 번창
댈러스는 도시로서 1871년에 합병되었다. 1870년대에는 도시의 재정이 번창하여 2개의 철도가 댈러스까지 도달하였다. 농기구 제조업자들이 댈러스에 지점들을 열었다. 목화 생산이 붐을 일으켰으며, 1872년에는 도시의 첫 전신이 생겼다. 1890년에 댈러스는 텍사스주의 가장 큰 도시였으며, 38,067명의 사람들이 살고 있었다.
1930년에 댈러스의 인구는 260,475명으로 늘었으며, 휴스턴에 이어 주에서 두 번째로 인구가 많은 도시가 되었다. 댈러스 동부 100 마일에 떨어져 있는 동텍사스 유전이 도시의 경제와 번창을 돋우는 도움을 주었다.
제2차 세계대전에는 도시에 항공기 공장과 국방 산업들을 가져왔다. 전쟁이 끝나자, 댈러스는 전기, 전자 제품과 미사일 부품 제조업의 중심지가 되었다. 산업이 발달하면서 도시 인구는 1940년 294,734명에서 1970년 844,401명으로 늘어났다. 이 시기에 많은 댈러스의 시민들이 외곽들로 빠져나갔다.
댈러스는 1963년 11월 22일 존 F. 케네디 대통령이 암살된 곳으로 유명하다. 1960년대 초반에는 도시의 인구와 경제가 계속 번창하였다. 도시 지도자들은 도시의 미래를 위한 계획을 세우는 "댈러스를 위한 목적"을 실시하였다. 1967년 댈러스의 투표인들은 이 목적들을 완수하기 위한 $1750 만 달러의 보증 논점을 통과시켰다. 계획들은 댈러스 포트워스 국제공항 건설 진흥을 도왔으며, 1974년에 개장하였다. 새 시청과 마틴 루서 킹 주니어 공동체 센터를 건설하였다. 그 센터는 가난한 사람들을 위한 많은 사회 봉사를 마련하였다.
1970년대에는 대기업들이 지속적으로 댈러스에 본부들을 옮겼다. 새 건설은 1980년대 중반까지 계속되었으나, 석유값이 떨어지고 부동산 시장이 쇠퇴하는 등 댈러스는 경제적으로 여러 가지 어려움을 겪었다. 재정적 회복은 1990년대 초반부터 시작되었는 데, 그 당시 도시에는 100만명 이상의 사람들이 살고 있었다.
1995년 론 커크가 도시의 첫 흑인 시장이 되었다.

### 최근 발전
1998년 댈러스의 투표인들은 트리니티 강 회랑 지대를 부흥하는 보증 논점을 인정하였다. 계획들은 공원, 다리, 유료 도로, 습지대 등의 건설을 포함하였다. 그러나 경비의 근심과 정치의 반대들이 계획을 미루었다.

## 기후
| 댈러스 (러브 필드)의 기후                                                                      | 댈러스 (러브 필드)의 기후 | 댈러스 (러브 필드)의 기후 | 댈러스 (러브 필드)의 기후 | 댈러스 (러브 필드)의 기후 | 댈러스 (러브 필드)의 기후 | 댈러스 (러브 필드)의 기후 | 댈러스 (러브 필드)의 기후 | 댈러스 (러브 필드)의 기후 | 댈러스 (러브 필드)의 기후 | 댈러스 (러브 필드)의 기후 | 댈러스 (러브 필드)의 기후 | 댈러스 (러브 필드)의 기후 | 댈러스 (러브 필드)의 기후 |
| 월                                                                                             | 1월                       | 2월                       | 3월                       | 4월                       | 5월                       | 6월                       | 7월                       | 8월                       | 9월                       | 10월                      | 11월                      | 12월                      | 연간                      |
| ---------------------------------------------------------------------------------------------- | ------------------------- | ------------------------- | ------------------------- | ------------------------- | ------------------------- | ------------------------- | ------------------------- | ------------------------- | ------------------------- | ------------------------- | ------------------------- | ------------------------- | ------------------------- |
| 역대 최고 기온 °C (°F)                                                                         | 31 (88)                   | 35 (95)                   | 36 (97)                   | 38 (100)                  | 39 (103)                  | 44 (112)                  | 44 (112)                  | 44 (111)                  | 43 (110)                  | 38 (100)                  | 33 (92)                   | 32 (89)                   | 44 (112)                  |
| 일평균 최고 기온 °C (°F)                                                                       | 14.3 (57.7)               | 16.7 (62.0)               | 21.1 (69.9)               | 25.2 (77.4)               | 29.4 (84.9)               | 33.7 (92.7)               | 36.1 (96.9)               | 36.2 (97.1)               | 32.2 (90.0)               | 26.4 (79.5)               | 19.9 (67.8)               | 15.1 (59.2)               | 25.5 (77.9)               |
| 일일 평균 기온 °C (°F)                                                                         | 8.8 (47.8)                | 11.1 (52.0)               | 15.3 (59.6)               | 19.5 (67.1)               | 24.1 (75.4)               | 28.5 (83.3)               | 30.7 (87.3)               | 30.7 (87.3)               | 26.7 (80.1)               | 20.6 (69.1)               | 14.3 (57.8)               | 9.7 (49.5)                | 20.0 (68.0)               |
| 일평균 최저 기온 °C (°F)                                                                       | 3.3 (37.9)                | 5.5 (41.9)                | 9.7 (49.4)                | 13.8 (56.8)               | 18.9 (66.0)               | 23.2 (73.8)               | 25.4 (77.7)               | 25.2 (77.4)               | 21.2 (70.1)               | 14.8 (58.7)               | 8.8 (47.8)                | 4.3 (39.8)                | 14.5 (58.1)               |
| 역대 최저 기온 °C (°F)                                                                         | −19 (−3)                  | −17 (2)                   | −12 (11)                  | −1 (30)                   | 4 (39)                    | 12 (53)                   | 13 (56)                   | 14 (57)                   | 2 (36)                    | −3 (26)                   | −8 (17)                   | −17 (1)                   | −19 (−3)                  |
| 평균 강수량 mm (인치)                                                                          | 66 (2.59)                 | 71 (2.78)                 | 88 (3.45)                 | 80 (3.15)                 | 116 (4.57)                | 97 (3.83)                 | 65 (2.54)                 | 59 (2.31)                 | 79 (3.10)                 | 122 (4.79)                | 74 (2.93)                 | 82 (3.23)                 | 999 (39.33)               |
| 평균 강설량 cm (인치)                                                                          | 0.25 (0.1)                | 2.3 (0.9)                 | 0.76 (0.3)                | 0.0 (0.0)                 | 0.0 (0.0)                 | 0.0 (0.0)                 | 0.0 (0.0)                 | 0.0 (0.0)                 | 0.0 (0.0)                 | 0.0 (0.0)                 | 0.25 (0.1)                | 0.76 (0.3)                | 4.3 (1.7)                 |
| 평균 강수일수 (≥ 0.01 인치)                                                                    | 7.0                       | 6.9                       | 8.1                       | 7.3                       | 9.4                       | 7.3                       | 4.9                       | 5.1                       | 5.6                       | 7.2                       | 6.5                       | 6.9                       | 82.2                      |
| 평균 강설일수 (≥ 0.1 인치)                                                                     | 0.4                       | 0.5                       | 0.2                       | 0.0                       | 0.0                       | 0.0                       | 0.0                       | 0.0                       | 0.0                       | 0.0                       | 0.1                       | 0.3                       | 1.5                       |
| 평균 상대 습도 (%)                                                                             | 67.5                      | 66.4                      | 63.7                      | 65.3                      | 69.7                      | 65.8                      | 60.0                      | 60.5                      | 66.5                      | 65.7                      | 67.4                      | 67.5                      | 65.4                      |
| 평균 월간 일조시간                                                                             | 183.5                     | 178.3                     | 227.7                     | 236.0                     | 258.4                     | 297.8                     | 332.4                     | 304.5                     | 246.2                     | 228.1                     | 183.8                     | 173.0                     | 2,849.7                   |
| 가능 일조율                                                                                    | 58                        | 58                        | 61                        | 61                        | 60                        | 69                        | 76                        | 74                        | 66                        | 65                        | 59                        | 56                        | 64                        |
| 출처: 미국 해양대기청 (평년값: 1991년~2020년, 극값: 1913년~현재, 상대습도/일조: 1961년~1990년) |                           |                           |                           |                           |                           |                           |                           |                           |                           |                           |                           |                           |                           |

## 자매 도시
- 체코 브르노
- 프랑스 디종
- 멕시코 몬테레이
- 라트비아 리가
- 러시아 사라토프
- 중화민국 타이베이시
- 말레이시아 이포